# Stokmarknes
Stokmarknesⓘ ist eine kleine Stadt in der Region Vesterålen in Nordnorwegen. Sie ist Hauptort der Kommune Hadsel, die die gleichnamige Insel und Anteile einiger umliegender Inseln einbezieht.

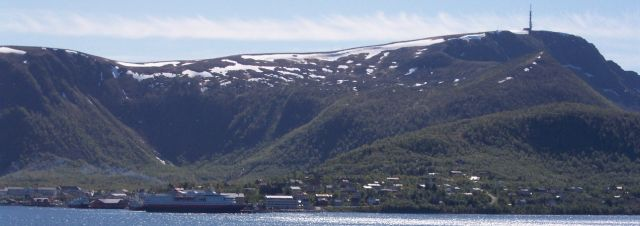
Teil von Stokmarknes

Wesentliche Strukturmerkmale sind das Krankenhaus, das einen großen Bereich Vesterålens bedient, sowie die beiden hohen Brücken, über die die Straße Fv82 zunächst auf die Insel Langøya zum rund fünf Kilometer entfernten Flughafen Stokmarknes, Skagen führt und von dort in ihrem weiteren Verlauf über die Gemeinde Sortland, eine weitere Brücke und die Straße Fv85 die Europastraße 10 erreicht.

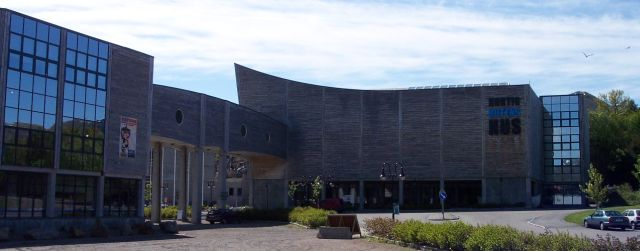
Hurtigruten-Hus

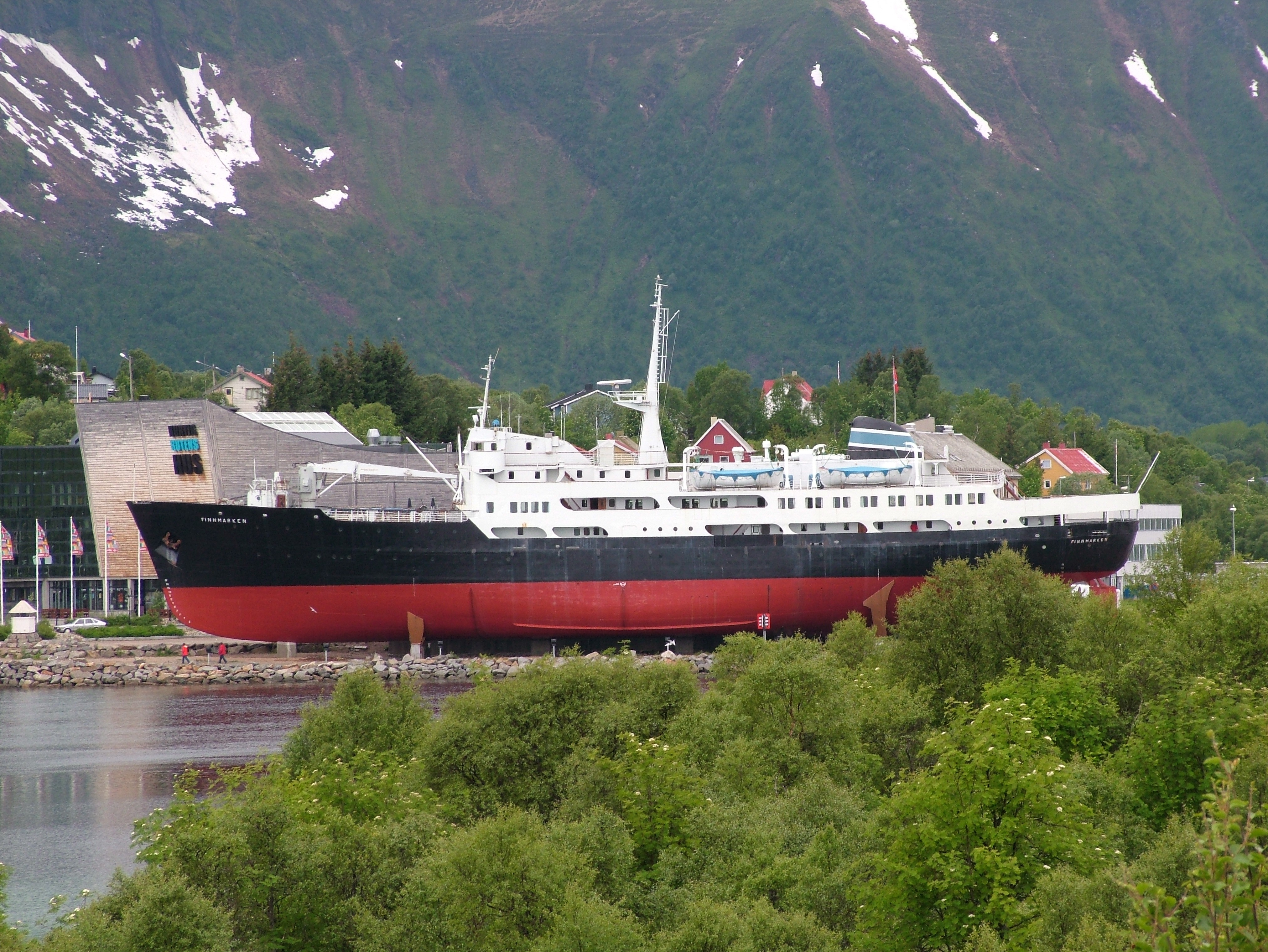
Die ausgemusterte MS Finnmarken in den Außenanlagen des Hurtigruten-Museums

Touristischer Anziehungspunkt ist das Hurtigruten-Haus, das neben einem Hotel im Stil eines Fahrgastschiffes auch das Hurtigrutenmuseum mit dem ausgemusterten Schiff MS Finnmarken beherbergt. Stokmarknes gilt als Geburtsort der Hurtigruten, da dort 1881 Richard With die Vesterålen Dampfschifffahrtsgesellschaft gründete. Entsprechend ist es auch heute noch eine der Hafenstationen der Linienroute. Der Fahrplan ermöglicht es, an einem Tag mit dem Schiff die Strecke nach Svolvær, Hauptort der Lofoten, und wieder zurück zu bewältigen und dabei unterwegs den durch seine Enge bekannten Trollfjord zu besichtigen.
Einmal jährlich findet ein Marathonlauf rund um die Insel statt, die passenderweise einen Umfang von 42 km hat. Wanderungen auf den Berg Storheia oder einen der anderen Gipfel ermöglichen einen weiten Blick über die benachbarten Inseln Vesterålens und Lofotens.
Koordinaten: 68° 34′ N, 14° 55′ O